# インティ (通貨)
インティ（Inti）は、ペルーで1985年2月1日から1990年12月末まで使用されていた通貨単位。記号は「I/.」。導入時は補助単位（硬貨）としてセンティモ（1インティ＝100センティモ）も発行されていたが、インフレによる購買力の喪失で1988年に廃止された。
1980年代中期、ペルーにとって貴重な外貨収入源となっていた一次産品の市場価格が大きく値下がりし、懸案となっていた累積債務問題も暗礁に乗り上げる（1985年には当時の大統領が外債の利払いを事実上停止した為、新規の借入が受けられなくなった）など、同国の経済を取り巻く状況は急速に悪化した。
1970年代後半より慢性化傾向にあったインフレーションも加速が顕著であり（1980年以降は物価が毎年2倍前後のペースで上昇）、1985年2月1日、通貨単位を従来の旧ソル（Sol）からインティ（Inti）に置き換える為のデノミネーションが実施された。新旧両通貨の交換比率は1インティ=1000旧ソル。
デノミが実施された1985年2月時点の段階では、1米ドル＝7インティ台とペルー貨の購買力がやや高めに設定されていた事もあり、当初は補助単位を含む6種の硬貨（1・5・10・50の各センティモ及び1・5両インティ）と4種の紙幣（10・50・100・500の各インティ）が発行されていたが、1センティモ貨は1985年中に、残りの硬貨も1988年までには流通から外されている。
貨幣価値の目減りが急加速する中、高額紙幣の追加発行が相次ぎ、1986年には1000インティ紙幣が、1988年には5000・1万・5万・10万・50万の各インティ紙幣、1990年には100万・500万両インティ紙幣が流通を開始している。
50インティ硬貨（1985年）及び初期版より安価な材質に変更された1インティ硬貨（1988年）も一旦鋳造されているものの、流通には至らず、以後紙幣から硬貨への置き換えは、1991年の再デノミ（後述）でインティ貨が廃止されるまで皆無であった。常軌を逸した激しいインフレ下では、額面上の購買力と鋳造コスト（材質の金属としての価値）の間で著しいアンバランスが生じ、所謂「鋳潰し」が横行する可能性があった為である。
但し、貨幣収集家向けの「Brillant Incirculated」として、特別に貴金属で鋳造された硬貨（販売価格と実際の額面は無関係）は例外的にいくつか存在する。
ちなみに、ペルーで発行された紙幣では最も額面の大きい旧500万インティ紙幣の1990年12月末時点での価値は10米ドル以下であった。
債務不履行による対外的な信用の損失と治安の著しい悪化により、海外からの資金流入はほぼ途絶え、ペルーでは外貨不足が深刻化した。外為業務も国によって厳しく管理され、変動幅が人為的に制御されていた「公定レート」が設けられた。しかし、このレートが適用されるのは、自国民や外国人旅行者が保有外貨を売ってインティを買う際のみであり、ペルーでは不足している外貨にインティを交換する手段は、実勢レートに基づいた「メルカード・ネグロ」（闇市場）と呼ばれる非公認の個人間取引以外存在しなかった。
1990年の年率8000％をピークにペルーの悪性インフレは収束に転じ、1991年1月1日から6月末までの約半年間は、同年7月1日の新ソル (Nuevo Sol)への移行（百万分の一のデノミ）をより円滑に進める目的で、新通貨と等価で、従来のインティ貨の百万倍の購買力を持つ決済用の仮想通貨「インティ・エン・ミリョネス」（Inti en Millones。以下I/m.）に切り替える準備処置が採られ、例えば、外国為替相場の表示方法は、それまでの「1米ドル=50万インティ」（1990年12月）から「1米ドル＝0.5 I/m.」（1991年1月）に変更されている。しかし、I/m.建ての紙幣や硬貨が発行される事は一度もなく、この間に実際の取引で用いられていたのは従来のインティ貨のみである。
新ソル貨との併用期間（額面が1万インティ以上の紙幣）を経て、1992年に流通が完全に停止された。